# Jinačovický prolom
Jinačovický prolom je geomorfologický okrsek na jižní Moravě, severně od města Brna. Je součástí podcelku Lipovské vrchoviny, která je částí Bobravské vrchoviny.
Prolom tvoří úzkou severojižní sníženinu mezi Babím hřbetem a Trnovkou. Vznikl v žulách, granodioritech a dioritech brněnského masivu, přičemž dno prolomu je vyplněno neogenními sedimenty a sprašemi.
Na území Jinačovického prolomu se z převážné části vyskytují pole, takže je využíváno zemědělsky. Nachází se zde menší porosty, zatímco zástavba (Jinačovice, Rozdrojovice) tvoří pouze menší část. Prolomem prochází trasa nedostavěné exteritoriální dálnice Vídeň–Vratislav, jejíž pozůstatky (náspy, zářezy, mosty) jsou v terénu zřetelně patrné. V severní části území byl vybudován areál Golf Resort Kaskáda.